# Léon Houa

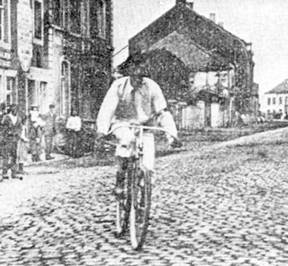
Léon Houa

Léon Houa (* 8. November 1867 in Lüttich; † 31. Januar 1918 in Bressoux) war ein belgischer Rad- und Autorennfahrer.

## Karriere
Zu seinen größten Erfolgen zählen die drei Siege in dem Radrennen Lüttich–Bastogne–Lüttich in den Jahren 1892–1894, wobei die Austragungen 1892 und 1893 noch Amateurrennen waren. Darüber hinaus wurde er jeweils einmal belgischer Straßenmeister bei den Amateuren (1893) und den Profis (1894). Von 1894 bis 1896 hatte Houa einen Profivertrag.
Auch ohne Profivertrag fuhr Léon Houa weiter Rad, unter anderem stellte er sich einem spektakulären Duell mit einem Pferd von Buffalo Bill im Lütticher „Boveripark“. Ansonsten entdeckte er seine Leidenschaft für das Auto. Ab 1912 war er Werksfahrer für Renault und verunglückte 1918 bei der Auto-Rallye „Ronde van België“ tödlich.